# Deinopa notabilis
Deinopa notabilis är en fjärilsart som beskrevs av Walker 1856. Deinopa notabilis ingår i släktet Deinopa och familjen nattflyn. Inga underarter finns listade i Catalogue of Life.